# Persoonia marginata
Persoonia marginata е вид храстовидно растение от семейство Протейнови (Proteaceae).

## Описание
На височина достига до 20-60 cm. Листата са плоски, широко елипсовидни с дължина 2-4 cm и широчина 0,6-2,3 cm.

## Разпространение
Разпространен е в Нов Южен Уелс, Австралия.